# Zisterzienserinnenabtei Bijloke

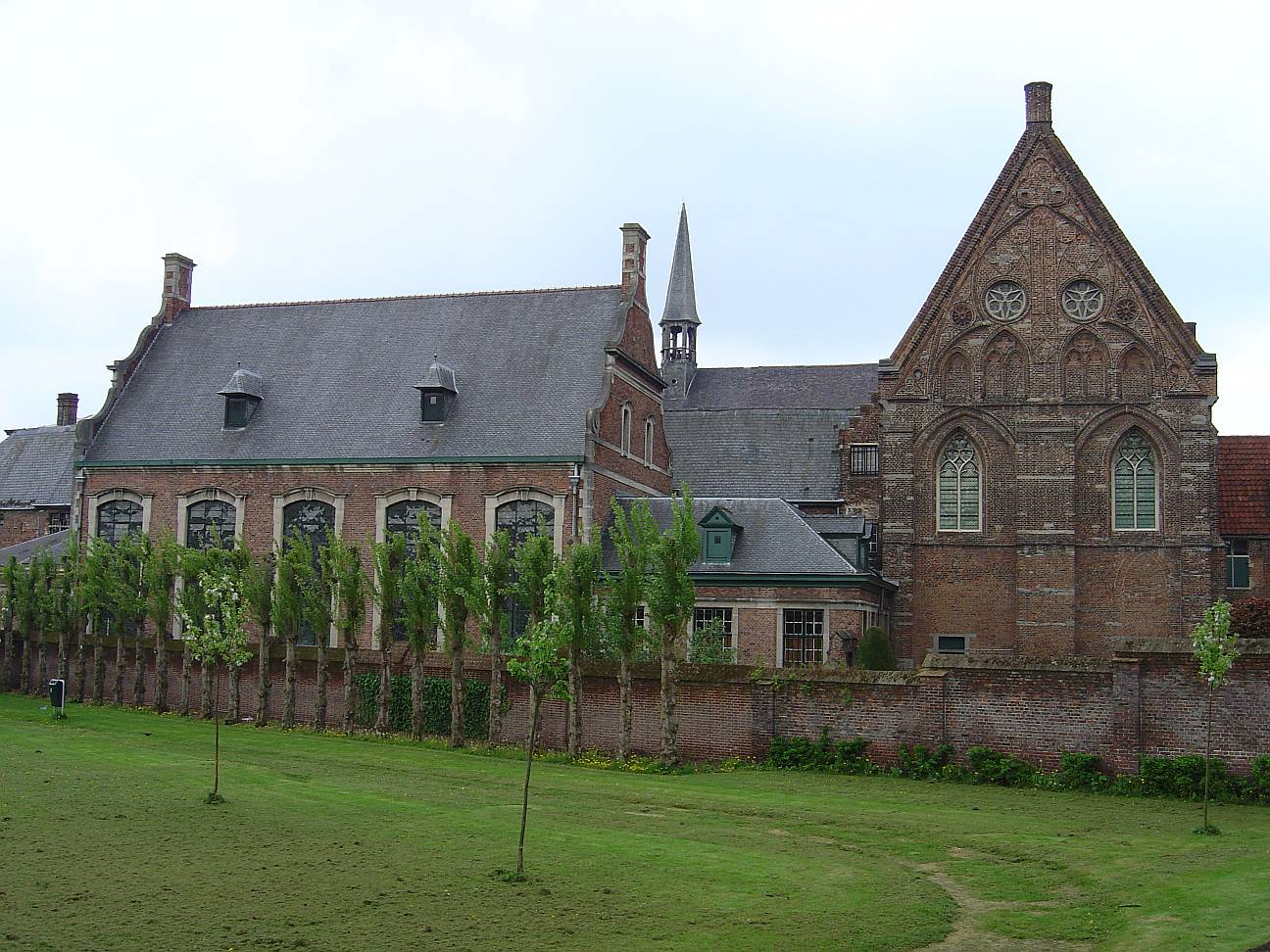
Klostergebäude mit Refektorium (rechts) aus dem 14. Jh.

Die Zisterzienserinnenabtei Bijloke (französisch: Byloke) war von 1234 bis 1796  ein Kloster der Zisterzienserinnen in Gent, Provinz Ostflandern, in Belgien.

## Geschichte
Das 1201 gegründete Genter Hospital wurde 1228 in den Stadtteil Bijloke verlegt und von einem Nonnenkloster (Portus Beatae Mariae, „Hafen der seligen Maria“) betreut. Im Unterschied zu den Hospitalschwestern von Oudenaarde (die auf ihrer eigenen Regel bestanden) schloss sich das Kloster Bijloke 1234 dem Zisterzienserorden an und wurde durch Schwestern der Zisterzienserinnenabtei Nieuwenbosch besiedelt. Das Kloster bestand bis zu seiner Auflösung durch die Französische Revolution im Jahre 1798. Die Schwestern konnten aber 1802 für die Krankenversorgung zurückkehren und bis 2001 bleiben. In den prächtig erhaltenen Gebäuden befindet sich heute das Stadtmuseum Gent, ferner eine Konzerthalle im ehemaligen Krankensaal (mit bedeutendem hölzernem Dachstuhl).